# Геганист (област Ширак)
Вижте пояснителната страница за други значения на Геганист.
Геганист (на арменски: Գեղանիստ) е село и селска община в Армения, област Ширак. Според Националната статистическа служба на Армения през 2012 г. общината има 1339 жители.

## Демография
Броят на население в годините 1831–2004 е както следва: